# Muta
Muta (Duits: Hohenmauthen) is een gemeente in de Sloveense regio Koroška en telt 3640 inwoners (2002).
De naam Muta is ontleend aan het Duitse Mauten (Maut=tol).

## Plaatsen in de gemeente
Gortina, Mlake, Muta, Pernice, Sv. Jernej nad Muto, Sv. Primož nad Muto
Črna na Koroškem · Dravograd · Mežica · Mislinja · Muta · Podvelka · Prevalje · Radlje ob Dravi · Ravne na Koroškem · Ribnica na Pohorju · Slovenj Gradec · Vuzenica
1. ↑  "Prebivalstvo po starosti in spolu, občine, Slovenija, polletno". Statistični urad Republike Slovenije. Geraadpleegd op 18 april 2021.